# Lanare, California
Lanare, California (енгл. Lanare) насељено је место без административног статуса у америчкој савезној држави Калифорнија.

## Демографија
По попису из 2010. године број становника је 589, што је 49 (9,1%) становника више него 2000. године.
| Група             | 2000.       | 2010.       |
| Белци             | 24 (4,4%)   | 9 (1,5%)    |
| Афроамериканци    | 103 (19,1%) | 57 (9,7%)   |
| Азијати           | 0 (0,0%)    | 2 (0,3%)    |
| Хиспаноамериканци | 412 (76,3%) | 519 (88,1%) |
| Укупно            | 540         | 589         |